# ライオンハート (ゆでたまご)
『ライオンハート』は、ゆでたまごによる日本の漫画作品。

## 概要
エニックス（現・スクウェア・エニックス）の漫画雑誌『月刊少年ガンガン』1993年9月号から1995年4月号まで連載。集英社の漫画雑誌『週刊少年ジャンプ』1991年11月増刊『Autumn Special』にて描かれた同名の読切を基にしている。映画『ターザン』で「人間の赤ん坊がゴリラよりも強い百獣の王ライオンに育てられて、成長して中国の拳法家となったら･･･」という発想から生まれた。内容はストーリー漫画であるが、ギャグの要素も多い。
ゆでたまごによると、読切で描いた時に気に入ったため『月刊少年ガンガン』での連載を始める際、本作で行くことに決定。同時期に『デラックスボンボン』にて連載していた『トータルファイターK』とは技が被らないように、苦労したと語る。ラストがうまく決まった一本であると評している。

## 登場人物

### ライオンハート
シシ（獅絲）・ライオン
本作の主人公。第21代ライオンハート。捨て子で、ライオンに育てられた。ライオンのたてがみのような髪形をしており、感情が高まると額にライオンの顔（ライオンハートの証）が浮かび上がる。当初は麗皇山（れおざん）に住み、時折山を下りてきては村を襲って食料などを巻き上げたりする乱暴者で、村の人間からは困った存在として嫌われていた。しかしながら、ワンタンじいさんだけは村人の中で唯一良くしてくれており、シシも彼には手を出さなかった。そんな日々を送っていたシシだったが、ある日、21代ライオンハートを探しに来た金虎党に村を襲われ、ワンタンじいさんやケンカ相手の子供を失ってしまう。その時村を訪れていたマー・ライオンと出会い、ライオンハートとして見初められる。シシは金虎党への復讐のためにライオンハートとなることを決意、修行をすることとなる。最初は乱暴者でいい加減でお調子者な性格だったが、修行の結果心身ともにたくましくなり、正式なライオンハートとなり悪と戦うようになる。金虎党への敵討ちが済んだ後は旅に出、戦いの日々を送り、最終的にマー・ライオンのかつての弟子・レオと正式な継承者をかけて戦うことになる。最終話では、マー・ライオン亡き後新たなライオンハートを育てるために多くの弟子を取っている。
マー（麻）・ライオン
第20代ライオンハート。頭に被り物をしており、そこにライオンハートの証であるライオンの顔がある。また大きな手かせを嵌めており、これは、かつて999の悪を打ち倒してきたマーが、1000度目の相手である金虎党との戦いの際に、割り込んできた少女を助けるために不覚を取ってしまったことへの戒めとして、自ら嵌めたもの。よって、本来の技と力を封じており、ライオンハートとして戦うことはできないが、それでも常人よりは十分に強い。250年ほど生きており、眼球は無く、肉体は半分ミイラのようになっている。手かせを嵌めて以来、次代のライオンハートを探しており、シシと出会った。最後にはシシにレオの真実を伝えるために掟を破り、自らの肉体の一部ともなっていた手かせを外して本来の力で戦い、シシに真実を伝え、絶命する。ちょっとお茶目で天然ボケな所がある。
デザインはゆでたまごの別作品『キン肉マン』に登場するラーメンマンを基にしており、読切版と連載版では髪形が異なる。
獅子魂者（ししこんじゃ）
初代ライオンハート。優魂と強魂の2人にライオンハートの修行を伝えるよう命じる。死した後もなお歴代の継承者たちを見守っているらしく、掟に外れた行為を行うと罰を与えることがある。
レオ
マーの元弟子。野獣拳士軍の総統。ヒマラヤの奥地に麗王王国（レオおうこく）を構える。マーから奪った片方のライオンナックルを所持している。力におぼれてしまい、優しさを持たなかったため、マーに破門されたが、ライオンハートの資格は持っている（額にライオンハートの証である獅子の顔がある）。破門される際にマーから奪ったナックルから放出されるパワーで悪という悪を呼び、覇道の城を築いていった。凄まじい強さを持ち、シシを追い詰めるも、真の強さと優しさを得たシシに敗れ去る。

### 格闘家
キール
蝙蝠拳法（こうもりけんぽう）バッドハートのキール。ドンブリを頭に被り、マントを羽織った長髪の男。ライオンハートの従者となるべく定められており、当初は獅子座の因縁を断ち切るためにシシを狙っていたが、後に和解し共に戦うことになる。幼き日に身寄りを無くし、「地獄岩」と呼ばれる洞窟に住み着き、いつしかコウモリの習性を身につけ、蝙蝠拳法を形成していった。ベルで人の体を破壊する壊体地震波（かいたいじしんは）や、地這蝙蝠脚（じばいこうもりきゃく）という技を持ち、また空を飛ぶこともできる。かなりの美形で、ちょっとキザ。
シャピド
魔鶴拳法（まがくけんぽう）のシャピド。ポニーテールの女の子。「マッスルメタモルフォーゼ」という技で肉体を自由に変えられ、デブから細身になるなどのことができる。戦いにおいては鞭を使用して戦い、その鞭で人間の精気を吸い取るといったことも可能。美形のキールに惚れ、シシ達の旅に付いてくる。実はマーのファン。ジョーによれば、彼の行方不明の恋人・ローラに似ているらしい。
ジョー
トランプで戦う美形で長髪の貴族風の男。外国人。5年前に「大武帝」と名乗るレオの部下に仲間達をやられた過去を持つ。仲間を失った後は、手品で日銭を稼ぎながら、大武帝にさらわれた恋人・ローラの行方を捜し続けていた。キール同様、シシの従者として戦う運命を背負っている。必殺技にトランプを飛ばす段刀棟乱風（ダントウトランプ）、スネークフィスト、棟乱風三才剣（トランプさんざいけん）などを持つ。関西弁で喋り、一人称は「ミー」。

### 野獣拳士
轟蛮拳 金虎（ごうばんけん きんこ）
悪名高き金虎党（きんことう）の大総統。その名の通り虎の毛皮を纏い、顔をロープで覆っている。マー・ライオンを打ち倒し、天下にその名を轟かせ、好き放題に暴れ回るが、ライオンハートの地位を受け継いだシシによって倒される。頭や眼球、金玉など体の急所を体内に収納できる特技を持っている。必殺技に合掌虎穴刺し（がっしょうこけつざし）、金虎爆圧弾（ゴールデンタイガーボンバー）等がある。ロープが外れると野獣拳士の本性を現し、虎のような姿をした化け物になる。

### その他
アダム（亜田無）・キニスキー（樹仁好）
常にパンツ一丁のダンディな男。腕伏力一等祭（うでっぷしいっとうさい）と呼ばれる格闘大会のマネージャーを務めている。格闘大会後、シシ達の旅に付いてくる。中国に1000年伝わる格闘技「キニスキー散体術」の道場主だったとか、キニスキー村の超人気歌手だったとか、よく分からない過去の持ち主。お茶目な性格で、マーと一緒によくボケをやったりする。本作品におけるギャグ担当だが、戦いに勝利を収めることも。いつもパンツ一丁だが、替えのパンツをたくさん持っている。

## ライオンハートの必殺技
獅子の指（ししのゆび）
強力な指で突く技。マーはこの技でシシの乗る大岩を止め、打ち砕いた。
獅子の捕獲（ししのほかく）
鬣の百門（たてがみのひゃくもん）で扉を開ける修行でシシが身に付けた技。敵の腕を捕らえ、後方に投げる。その際、敵の体はもつれた糸のようにがんじがらめになり、身動きが取れなくなる。
獅子の襲撃（ししのしゅうげき）
蹴り技。凄まじい蹴りで地面を引き裂くような衝撃波を放つ。技を放った後の地面は大きくえぐれ、技の威力の凄まじさを物語る。
魔神巖脚（マシンガンキャク）
蹴り技。文字通りマシンガンのように無数の蹴りを放つ。

## 用語
ライオンハート
中国において2000年の歴史を持ち、乱世において、獅子座の両眼が光る時に現れると言われている救世主。漢字では「獅子魂者」とも書く。限りない強さと優しさを兼ね備え、厳しい掟に従い、悪と戦う運命を持つ。代々の継承者は、肉体のどこかに獅子の紋章（ライオンの顔）が浮かび上がる。かなり長生きできるらしく、20代目ライオンハートのマー・ライオンは250歳近く生きていた。ライオンハートの修行の場は中国全土に存在しているとされており、作中において、シシもその中の1つ・鬣の百門を訪れている。代々のライオンハートの衣服は初代獅子魂者の着用していた一部を使って編み上げられており、シシも正式な継承者になった際に、同様のものを身に付けている。
獅子の吼伝（ししのこうでん）
新たなるライオンハートがライオンハートの絶対条件である「限りない強さ」と「限りない優しさ」を得るための修行。初代獅子魂者に見込まれた「ライオンの使い」と呼ばれる男達が修行の相手を務める。これらの修行が終わって初めて、ライオンハートは野に下れるという。
優しさの修行は「優魂房（ゆうこんぼう）」で行われ、優魂（ゆうこん）という男が修行の相手を務める。修行は3日間かけて行われ、その内容は「3日間のうちに優魂の肉体に一撃を加えること」である。優魂はライオンハートに「優しさの咆伝（やさしさのこうでん）」を伝え終わると生洞の中で長い眠りにつき、次の継承者を待つ。そうやって優魂は代々ライオンハートに優しさを伝え続けている。
強さの修行はとある湖に眠る強魂（きょうこん）という男が修行の相手を務める。修行の内容は、羊の腸に空気を入れて作った風袋人形を拳法の基本である正拳突きでぶち割ること、そして「葉断業（はだんぎょう）」と呼ばれる特訓（水をたたえた大きな水瓶に浮かべた葉を、浮かべたまま割る修行）。これをマスターすれば、獅子の手（ライオンナックル）を使いこなせるようになるという。強魂もまたライオンハートに「強さの咆伝（つよさのこうでん）」を伝え終わると眠りにつく。
獅子の手（ライオンナックル）
ライオンの顔の形をしたナックル。ライオンハートの正統な継承者の証として代々受け継がれているライオンハート最強の武器。マー・ライオンはベルトのバックルとして身に着けていた。本来は2つあり、シシがマーと強魂から受け継いだ物は「微笑みの手（ほほえみのナックル）」、レオがマーから奪い取った物は「怒りの手（いかりのナックル）」と呼ばれる。これらを拳に装備し、正しいフォームで正拳突きを放つことにより、ほほえみのナックルは強烈な竜巻を巻き起こし、いかりのナックルは電撃を放出して敵を攻撃できる。最終的には1つに融合し、「究極獅子の手（アルティメットライオンナックル）」となってシシの手元に渡った。
野獣拳士（やじゅうけんし）
野生の動物の肉体を持つ拳士。金虎を始め、世界中に散らばっている。レオを総統とし、世界中で悪事を働いている。
腕伏力一等祭（うでっぷしいっとうさい）
シシが旅の途中で立ち寄った格闘大会。優勝賞金は100万元（しかし、アダム曰く武力向上のために使わなければならないというルールがある）。

## 単行本
- ゆでたまご『ライオンハート』 エニックス《ガンガンコミックス》、全5巻
  1. 1994年3月22日 ISBN 4-87025-074-8
  2. 1994年8月22日 ISBN 4-87025-088-8
  3. 1994年12月22日 ISBN 4-87025-099-3
  4. 1995年3月22日 ISBN 4-87025-111-6
  5. 1995年6月22日 ISBN 4-87025-117-5
- ゆでたまご『闘将!!ゆでたまご』集英社、2004年9月13日、ISBN 978-4-08-106729-9
読切版が掲載。2012年現在、収録は同誌のみ。

## 反響
バーグマン田形は主人公のシンは作者にしては珍しくまともな人間的ルックスで、マー・ライオンはラーメンマンであり、キン肉マンや闘将!!拉麵男など過去作からのアイデア流用が多いながらファンタジーRPG的な世界観は作者の新機軸であり掲載誌の特性を意識したとみられるが付け焼刃感の強さが否めず、同時に3作の連載を抱えた影響でアシスタント作画が目立ち、中盤以降は敵キャラのほとんどが本来の絵柄と馴染んでいない異質さ、物語のラストで次の後継者の少年と旅に出るがその少年までもアシスタントによるもので蹴撃手マモルやトータルファイターKと比べて綺麗に完結しているだけにぶち壊し感が残念だと評した。